# Sunkit
Sunkit är en svensk klubb och webbtidning startad 1996 som kretsar kring den musik som kallas incredibly strange music eller sunkadelica; en musikstil vars kvalitet inte avgörs enligt gängse normer (jämför: kalkonfilm).

## Bakgrund
Sunkit är en del av kulturen kring det avvikande i populärmusiken, det som ofta beskrivs som "så dåligt att det blir bra". Sedan tidigt 1960-tal har misslyckade demoinspelningar varit ett samlarområde i Sverige, inte minst bland turnerande musiker. Ursprunget är främst de EP-skivor som Europafilms ljudavdelning gav ut i små upplagor. Man samlade årets sämsta inspelningar och gav bort skivorna som julklapp till en liten krets vänner. Senare fick musiken spridning genom radioprogram som Bättre sänt än aldrig, Platt-etyder och Inbillningsradion. Artister inom genren är Åke Sandin, Sixten Jansson, Åke Uppman, Anna-Lisa Ingemanson, Eilert Pilarm m.fl.

## Klubb
Klubben Sunkit startade den 4 mars 1996 av Burt von Bolton och Magnus "Ny-Magnum" Nilsson. Under det första året arrangerades klubbkvällar varje vecka, men därefter fann klubben sin form genom att alltid arrangeras den första måndagen i varje månad. Utöver grundarna har skivor spelats av en lång rad gäst-discjockeyer, bland andra Johan Johansson, Magnus Carlson, Jocke Boberg, Fredrik af Trampe, Martin Kristenson och Johan Kugelberg. Under drygt 15 år var Sunkit verksamma på restaurangen Bröderna Olssons i Stockholm, men avslutade detta engagemang den 1 augusti 2011. Sunkit är en av de Stockholmsklubbar som varit aktiva under längst tid. Klubbverksamheten har utöver på Bröderna Olssons huserat på Södra Teatern, Bonden Bar, och numera på Debaser.
Sunkit har vid några tillfällen arrangerat popgalor i andra lokaler. Bland de artister som medverkat finns Kerstin "Banana" Bylén, Sixten Jansson och Larz-Kristerz. Larz-Kristerz spelning på Sunkits 10-årsjubileum 2006 omnämns av gruppen själva som sin främsta. En konsert helt ägnad operasångaren Einar Berghs gärning som popartist arrangerades 2005 med gruppen Carl-Eiwar Sect.
Grundarna av Sunkit medverkade i programmet Snedtänkt med Kalle Lind i Sveriges Radio 2025.

## Webbtidning
Sunkit startade en webbtidning 1996 med samma namn. Tidningen bevakar genrer som sunkadelica, muzak, exotica och dansbandsmusik.

## Utgivning
Klubben samverkade 2003 med P3-programmet Så funkar det och gav ut samlingsskivan Kvart i 2-dansen (V2 Music), som innebar ett uppsving för svensk dansbandsmusik från 1970-talet.

## Efterföljare
Under senare år har liknande, fristående, klubbar etablerats i Eskilstuna och Malmö. Under våren 2011 sändes också radioprogrammet P3 Sunk i Sveriges Radio med fokus på samma musik.